# Lista de álbuns número um na UK R&B Chart em 2014
Os álbuns número um na UK R&B Albums Chart em 2014 são divulgados através da tabela musical que classifica o desempenho de discos de género R&B no Reino Unido. É anunciada todos os domingos através da rádio BBC Radio 1, os dados são recolhidos pela The Official Charts Company, baseados nas vendas semanais físicas e digitais do género.

## Histórico
| Data            | Álbum                                        | Artista(s)        | Melhor posição na UK Albums Chart | Referência(s) |
| --------------- | -------------------------------------------- | ----------------- | --------------------------------- | ------------- |
| 4 de Janeiro    | Beyoncé                                      | Beyoncé           | 2                                 | [ 1 ]         |
| 11 de Janeiro   | Beyoncé                                      | Beyoncé           | 2                                 | [ 2 ]         |
| 18 de Janeiro   | Beyoncé                                      | Beyoncé           | 2                                 | [ 3 ]         |
| 25 de Janeiro   | The Trevor Nelson Collection 2               | Vários            | -                                 | [ 4 ]         |
| 1 de Fevereiro  | The Trevor Nelson Collection 2               | Vários            | -                                 | [ 5 ]         |
| 8 de Fevereiro  | The Trevor Nelson Collection 2               | Vários            | -                                 | [ 6 ]         |
| 15 de Fevereiro | The Trevor Nelson Collection 2               | Vários            | -                                 | [ 7 ]         |
| 22 de Fevereiro | The Trevor Nelson Collection 2               | Vários            | -                                 | [ 8 ]         |
| 1 de Março      | Beyoncé                                      | Beyoncé           | 2                                 | [ 9 ]         |
| 8 de Março      | Beyoncé                                      | Beyoncé           | 2                                 | [ 10 ]        |
| 15 de Março(2)  | Girl(1)                                      | Pharrell Williams | 1                                 | [ 11 ]        |
| 22 de Março     | Girl(1)                                      | Pharrell Williams | 1                                 | [ 12 ]        |
| 29 de Março     | Girl(1)                                      | Pharrell Williams | 1                                 | [ 13 ]        |
| 5 de Abril      | Love in the Future                           | John Legend       | 3                                 | [ 14 ]        |
| 12 de Abril     | Love in the Future                           | John Legend       | 3                                 | [ 15 ]        |
| 19 de Abril     | Lift Your Spirit                             | Aloe Blacc        | 5                                 | [ 16 ]        |
| 26 de Abril     | Love in the Future                           | John Legend       | 3                                 | [ 17 ]        |
| 3 de Maio       | The New Classic                              | Iggy Azalea       | 5                                 | [ 18 ]        |
| 10 de Maio      | Love in the Future                           | John Legend       | 3                                 | [ 19 ]        |
| 17 de Maio      | Love in the Future                           | John Legend       | 3                                 | [ 20 ]        |
| 24 de Maio      | Love in the Future                           | John Legend       | 3                                 | [ 21 ]        |
| 31 de Maio      | Girl(1)                                      | Pharrell Williams | 1                                 | [ 22 ]        |
| 7 de Junho      | Girl(1)                                      | Pharrell Williams | 1                                 | [ 23 ]        |
| 14 de Junho     | Animal Ambition: An Untamed Desire to Win(1) | 50 Cent           | 21                                | [ 24 ]        |
| 21 de Junho     | Girl(1)                                      | Pharrell Williams | 1                                 | [ 25 ]        |
| 28 de Junho     | Pure R&B 90s                                 | Vários            | -                                 | [ 26 ]        |
| 5 de Julho      | Pure R&B 90s                                 | Vários            | -                                 | [ 27 ]        |
| 12 de Julho     | Trigga                                       | Trey Songz        | 17                                | [ 28 ]        |
| 19 de Julho     | Chilled R&B - The Gold Edition               | Vários            | -                                 | [ 29 ]        |
| 26 de Julho     | Chilled R&B - The Gold Edition               | Vários            | -                                 | [ 30 ]        |
| 2 de Agosto     | Girl(1)                                      | Pharrell Williams | 1                                 | [ 31 ]        |
| 9 de Agosto     | The Ultimate Collection                      | Whitney Houston   | 3                                 | [ 32 ]        |
| 16 de Agosto    | Love in the Future                           | John Legend       | 3                                 | [ 33 ]        |
| 23 de Agosto    | Love in the Future                           | John Legend       | 3                                 | [ 34 ]        |
| 30 de Agosto    | The Grandmaster Flash Collection             | Vários            | -                                 | [ 35 ]        |
| 6 de Setembro   | The Grandmaster Flash Collection             | Vários            | -                                 | [ 36 ]        |
| 13 de Setembro  | The Grandmaster Flash Collection             | Vários            | -                                 | [ 37 ]        |
| 20 de Setembro  | Goddess                                      | Banks             | 20                                | [ 38 ]        |
| 27 de Setembro  | X                                            | Chris Brown       | 4                                 | [ 39 ]        |
| 4 de Outubro    | Growing Up In Public                         | Professor Green   | 12                                | [ 40 ]        |
| 11 de Outubro   | Art Official Age                             | Prince            | 8                                 | [ 41 ]        |
| 18 de Outubro   | X                                            | Chris Brown       | 4                                 | [ 42 ]        |
| 25 de Outubro   | Girl(1)                                      | Pharrell Williams | 1                                 | [ 43 ]        |
| 1 de Novembro   | Girl(1)                                      | Pharrell Williams | 1                                 | [ 44 ]        |
| 8 de Novembro   | Dead                                         | Young Fathers     | 35                                | [ 45 ]        |
| 15 de Novembro  | Love in the Future                           | John Legend       | 3                                 | [ 46 ]        |
| 22 de Novembro  | Love in the Future                           | John Legend       | 3                                 | [ 47 ]        |
| 29 de Novembro  | Back to Black(1)                             | Amy Winehouse     | 1                                 | [ 48 ]        |
| 6 de Dezembro   | Shady XV                                     | Vários            | 5                                 | [ 49 ]        |
| 13 de Dezembro  | The Greatest Hits                            | Luther Vandross   | 21                                | [ 50 ]        |
| 20 de Dezembro  | 2014 Forest Hills Drive                      | J. Cole           | 33                                | [ 51 ]        |
| 27 de Dezembro  | The Pinkprint                                | Nicki Minaj       | 22                                | [ 52 ]        |

Notas
- Nota 1:  O álbum também alcançou a primeira posição na UK Albums Chart.
- Nota 2:  O álbum ficou na primeira posição simultaneamente no UK Albums Chart.